# Dolichognatha proserpina
Dolichognatha proserpina là một loài nhện trong họ Tetragnathidae.
Loài này thuộc chi Dolichognatha. Dolichognatha proserpina được Cândido Firmino de Mello-Leitão miêu tả năm 1943.